# Margaret Neilson Armstrong

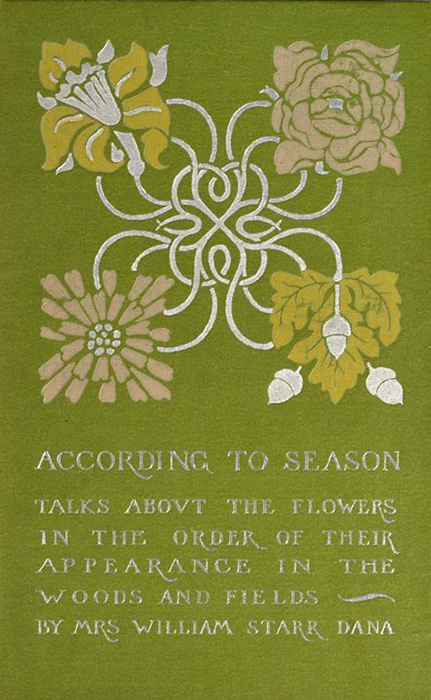
Bìa cuốn sách According to Season năm 1902 của bà William Starr Dana, được thiết kế bởi Margaret Neilson Armstrong.

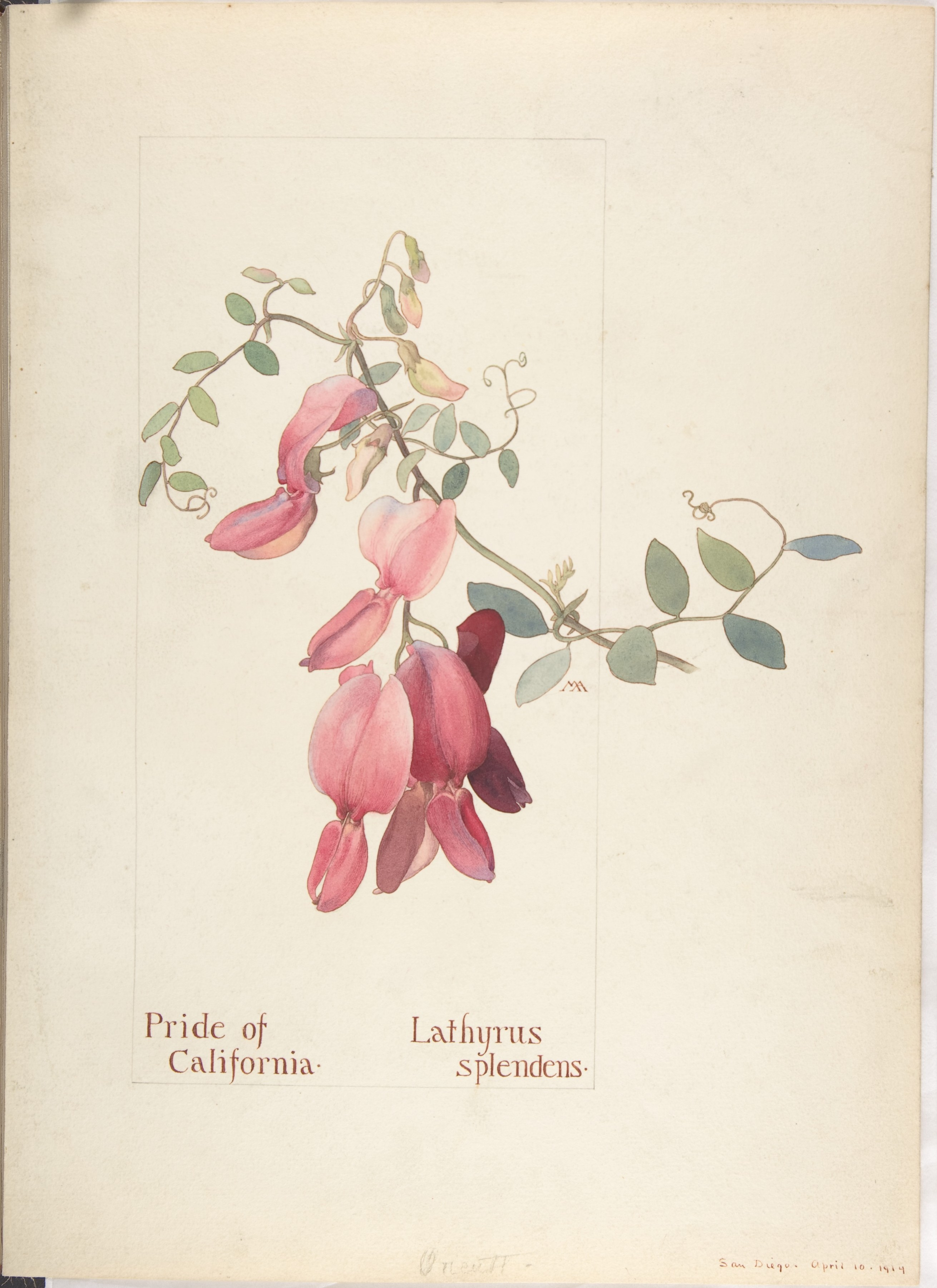
Pride of California, Lathyrus Splendens, 1914. Màu nước, nguyên bản của một trong những minh họa của Armstrong Field Book of Western Wild Flowers. Bộ sưu tập của Viện bảo tàng Mỹ thuật Metropolitan

Margaret Neilson Armstrong (1867–1944) là một nhà thiết kế, họa sĩ minh họa và tác giả người Mỹ thế kỷ 20. Bà được biết đến với các cuốn sách của mình phong cách nghệ thuật Nouveau nhưng cũng đã viết và minh họa hướng dẫn toàn diện đầu tiên hoa dại ở miền tây Hoa Kỳ. Bà cũng viết tiểu thuyết và tiểu sử.

## Cuộc đời
Margaret Neilson Armstrong sinh ngày 24 tháng 9 năm 1867, tại thành phố New York, con gái của nhà ngoại giao Mỹ và nghệ sĩ kính màu Maitland Armstrong và vợ Helen, một hậu duệ của Peter Stuyvesant và cháu gái của Hamilton Fish. Gia đình bà có 6 chị em trong đó Helen Maitland Armstrong (1869–1948), người nối nghiệp cha để trở thành một nghệ sĩ kính màu, và Hamilton Fish Armstrong, một biên tập viên tạp chí.
Bà bắt đầu sự nghiệp của mình với tư cách là một nhà thiết kế vào những năm 1880, ban đầu làm việc cho A.C. McClurg và sau đó cho các nhà xuất bản khác. Bà thiết kế hơn 270 bìa sách. Bà làm việc theo phong cách nghệ thuật Nouveau và ưa thích các họa tiết liên quan đến thực vật, màu đậm, dập vàng và thiết kế hơi không đối xứng một chút - một sự kết hợp bất thường giúp phân biệt bà giữa các đồng nghiệp của bà. Các thiết kế của bà khác với một số tác giả khác bao gồm Frances Hodgson Burnett, Florence L. Barclay, George Washington Cable, Charles Dickens, Paul Laurence Dunbar, Robert Louis Stevenson, Henry van Dyke và Myrtle Reed. Bà ược gọi là "nhà thiết kế sách người Mỹ có năng suất cao và hoàn thành nhiều nhất trong thập niên 1890 và đầu những năm 1900", và tác phẩm của bà thường được so sánh với tác phẩm của Alice Cordelia Morse.
Monogram của bà xuất hiện trên nhiều bìa sau năm 1895; nó là một chữ viết tắt tên bà, 'MA' với chữ 'M' hơi chồng lên 'A'.
Armstrong cắt giảm thiết kế bìa sách vào khoảng năm 1913 khi bìa sách ngoài xuất hiện và quay sang viết những cuốn sách của riêng mình. (Phong cách chữ ký của bà rất thành công, tuy nhiên, các nhà xuất bản sau đó đã thuê các nghệ sĩ đặc biệt để bắt chước giống như bà ấy). Một nhà tự nhiên khao khát, niềm đam mê tự nhiên của Armstrong đã phản ánh sự quan tâm của bà đối với thực vật học và đặc biệt là trong hoa dại. Trong giai đoạn 1911-1914, bà đi du lịch và cắm trại khắp miền Tây Hoa Kỳ và Canada, trở thành một trong những phụ nữ đầu tiên đến dưới đáy hẻm núi Grand Canyon. Bà phát hiện có một số loài hoa chưa được xác định bởi các nhà thực vật học. Bà trình bày chi tiết về những loài này và nhiều loài khác trong 'Field Book of Western Wild Flowers (1915). Với 550 hình minh họa của nó (48 trong số đó có màu), Field Book của bà được coi là hướng dẫn toàn diện đầu tiên về chủ đề này. Vào những năm sáu mươi và bảy mươi, cô viết ba cuốn tiểu thuyết bí ẩn được ca ngợi— Murder in Stained Glass (1939), The Man with No Face (1940), và The Blue Santo Murder Mystery (1941) và hai tiểu sử, Fanny Kemble: A Passionate Victorian (1938) và Trelawny: A Man's Life (1940). Bà cũng hoàn thành hồi ký của cha mình.
Bà qua đời tại thành phố New York năm 1944.
Các tác phẩm của bà được thể hiện trong bộ sưu tập của Viện bảo tàng Mỹ thuật Metropolitan.

## Sách
- Field Book of Western Wild Flowers (1915)
- Five Generations (1930)
- Fanny Kemble: A Passionate Victorian (1938)
- Murder in Stained Glass (1939)
- Trelawny: A Man's Life (1940)
- The Man With No Face (1940)
- The Blue Santo Murder Mystery (1941)

Bìa sách được thiết kế bởi Margaret Neilson Armstrong
- Mary Raymond Shipman Andrews, The Militants, 1907.
- Elisabeth Luther Cary, The Rossettis, 1900.
- Henry van Dyke, The Blue Flower, 1904.